# Namsai
Namsai é uma vila no distrito de Lohit, no estado indiano de Arunachal Pradexe.

## Demografia
Segundo o censo de 2001, Namsai tinha uma população de 11 582 habitantes. Os indivíduos do sexo masculino constituem 55% da população e os do sexo feminino 45%. Namsai tem uma taxa de literacia de 61%, superior à média nacional de 59,5%: a literacia no sexo masculino é de 68% e no sexo feminino é de 53%. Em Namsai, 16% da população está abaixo dos 6 anos de idade.